# Cnemaspis barbouri
Cnemaspis barbouri este o specie de șopârle din genul Cnemaspis, familia Gekkonidae, descrisă de Perret 1986. Conform Catalogue of Life specia Cnemaspis barbouri nu are subspecii cunoscute.